# 印裔汶萊人
印度裔汶萊人是在文萊的外籍專業人士從印度到文萊。據文萊高級委員會統計，有大約7500印度人在該國工作和生活。

## 歷史
汶萊印度人在英國殖民時期就有了顯著的發展紀錄，但是有來自歐洲人調查該地區的記錄顯示，在英國殖民之前，就已經有來自印度次大陸的移民住在汶萊。據聯合國統計，自1947年以來，汶萊印度裔人口被列入汶萊人口普查中。1971年，印度裔佔文萊總人口的1.6％。

## 就業
自2009年以來，在文萊工作的印度僑民的數量有所增加。 有許多印度醫生和工程師在文萊工作，也有其他人在教育部門工作，無論是在學校和大學或學院級的教授和教師，以及作為科研人員。
其他印度人受僱於其他領域包括IT，石油，天然氣業和自己做生意。

## 種族與宗教
淡米爾人被認為是汶萊蘇丹國中印度裔的多數群體，其他群體包括馬拉雅拉姆人和錫克人。該國印度裔社群也慶祝淡米爾新年。
印裔汶萊人大部分是穆斯林，也有印度教徒，基督徒和錫克教徒。印度教福利委員會作為一個印度教的宗教組織，約有3000成員，在該國有兩個小的印度教寺廟。另有500名錫克教徒。